# Municipio di Augusta
Il municipio (in tedesco Rathaus) è l'edificio storico sede della municipalità della città di Augusta, la più antica della Germania dopo Treviri.
Ritenuto uno dei capolavori dell'architettura del Rinascimento, è, assieme al quartiere storico del Fuggerei, una fra le maggiori attrattive turistiche della città. È espressione dell'orgoglio civico della Libera città imperiale.
Situato al numero 2 del Rathausplatz, all'apice della Maximilianstraße, a breve distanza dalla torre Perlach (torre romanica del XII secolo alta settanta metri) e dalla statua intitolata a Cesare Augusto - imperatore romano a cui è attribuita la fondazione della città nell'anno 15 d.C. - viene considerato uno dei palazzi più belli dell'Europa centrale.

## Storia
Fu costruito tra il 1615 ed il 1620 da Elias Holl, architetto capo-mastro di Augusta, in uno stile influenzato dal Rinascimento italiano e dal Manierismo. La posa della prima pietra avvenne il 25 agosto 1615 e la sua realizzazione venne a costare circa centomila gulden, i fiorini tedeschi.
In seguito, fu gravemente danneggiato con il bombardamento aereo della Royal Air Force avvenuto durante la seconda guerra mondiale nella notte fra il 25 ed il 26 febbraio 1944, ma dall'immediato dopoguerra iniziarono i lavori di ristrutturazione, conclusi soltanto nell'aprile del 1962.
Ultima a essere recuperata e totalmente restaurata è stata, a partire dal 1980, la Goldener Saal (la Sala d'oro), il vano più prestigioso ed anche quello maggiormente danneggiato - tanto da rimanerne quasi completamente distrutto - dagli accadimenti bellici.

## Struttura
Ognuno degli otto ovali che contornano il grande dipinto centrale contiene una figura femminile, espressione della Sapienza, ispiratrice della Dieta imperiale, il Reichstag del Sacro Romano Impero. Ciascuna figura ha un preciso significato, esplicato in un motto di accompagnamento:
- Nemo otosius - una figura femminile ha in mano un martello mentre sullo sfondo campeggia un cantiere edile, chiaro invita al lavoro
- Cives propagantur - La vigna e le arnie simboleggiano la fecondità e la laboriosità
- Iuventus sapit - è esplicito l'invito rivolto ai giovani affinché acquisiscano conoscenza. La figura femminile rappresentata reca con sé gli strumenti della musica e della scienza
- Caelum aperitur - è probabilmente il dipinto dal maggiore significato religioso in rapporto al Cristianesimo: la Pietà ed una raffigurazione del Paradiso, ma anche un altare ed un tempio cristiano, fanno allegoricamente da sfondo ad una donna con una croce in mano
- Bona fide - inno all'onestà raffigurato attraverso gesti di ordinaria quotidianità in un negozio di stoffe
- Procul parcae - l'interno di una farmacia come simbolo della possibilità di guarigione per i mali tanto del corpo umano quanto dell'anima
- Bonus ridet malus plorat - la stella della giustizia è alta nel cielo; la figura femminile innalza il giglio e la spada a illustrare il motto di facile comprensione
- Omnia et ubique - ancora un ambiente di uso quotidiano - una cucina di casa - simboleggia un augurio di prosperità per chiunque e ovunque

I due tondi laterali portano invece i motti: Architectura e Hostes arcentur: il primo rappresenta, com'è facilmente comprensibile, il bene portato dall'architettura e contiene anche un omaggio con la raffigurazione del progettatore del palazzo, architetto Holl; la seconda ricorda come i nemici siano respinti in virtù dell'adeguata preparazione bellica simboleggiata dalla presenza di Minerva, dea romana della guerra.
L'edificio si sviluppa su più piani. È affiancato da due caratteristiche torri a bulbo e presenta un prospetto principale alto 57 metri. Nell'uso originale, a piano terra e al primo piano era allocati i grandi vani denominati rispettivamente Unterer Fletz e Oberer Fletz (sale inferiore e superiore), con accanto gli uffici dell'amministrazione comunale.
Al secondo piano trovavano posto le stanze dei prìncipi della Dieta Imperiale e la grande sala dorata, la sontuosa Goldener Saal.

## Goldener Saal: inno alla Sapienza

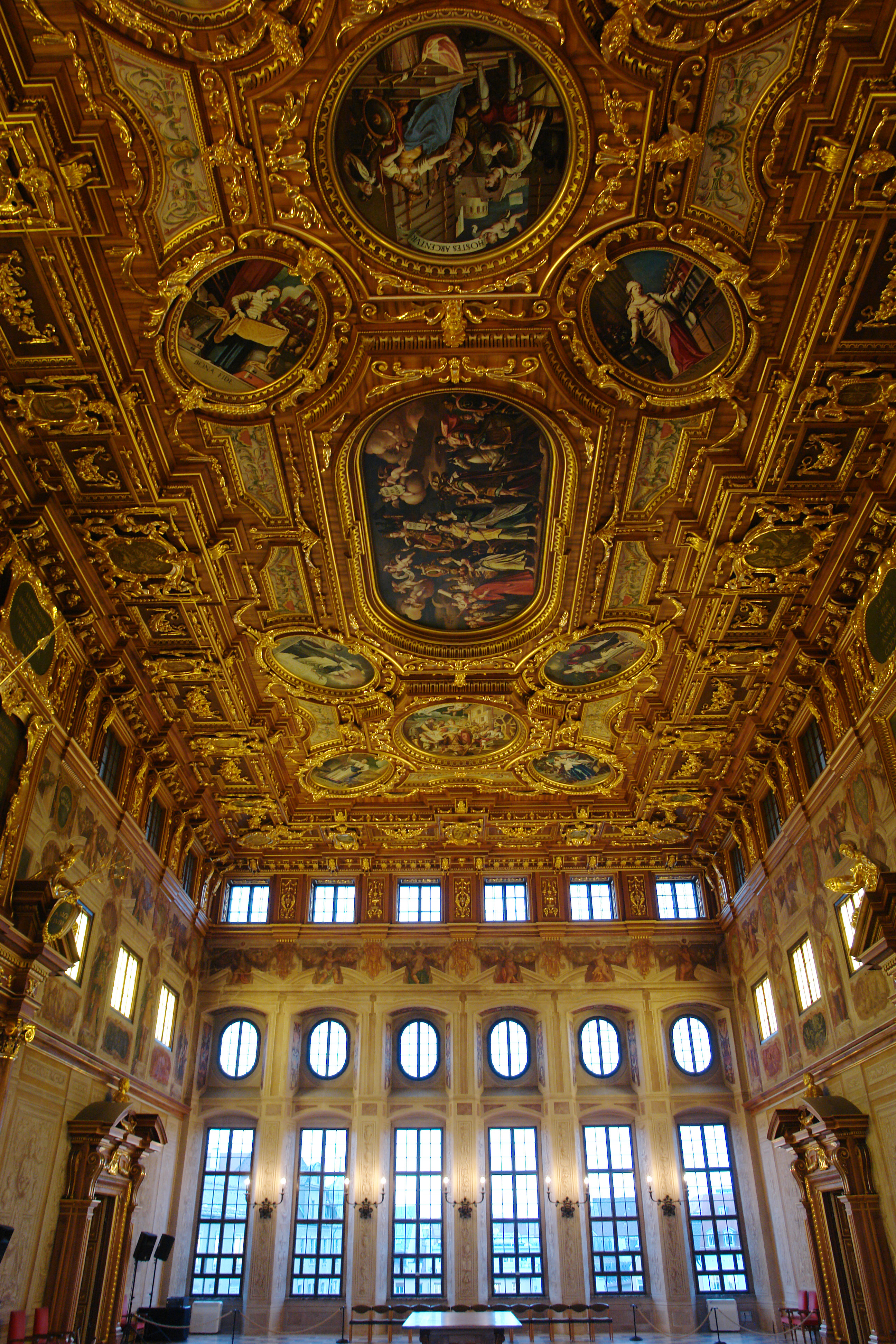
La Sala d'Oro.

La sala d'oro è il vano di maggiore prestigio e fascino dell'intero palazzo. Porta questo nome poiché per ricoprirne il soffitto e i portali in legno sono stati impiegati 2,6 chilogrammi di làmine d'oro di quasi 24 carati e di 1/6000 di spessore.
Priva di colonne (il soffitto era originariamente sostenuto da ventisette catene collegate ad una struttura portante posizionata sotto il tetto dell'edificio), misura 552 m² e si sviluppa per 14 metri di altezza.
Oltre che per le sedute della Dieta Imperiale veniva impiegata per banchetti indetti in occasione di visite di stato.
Il soffitto è riccamente decorato con una serie di dipinti a carattere allegorico inneggianti alla Sapienza (che doveva evidentemente, almeno negli auspìci, ispirare i prìncipi nelle loro decisioni).
I dipinti sono racchiusi in un grande ovale centrale contornato da altri otto ovali e due tondi di minori dimensioni.
Ognuno degli otto ovali minori evidenzia una figura femminile mentre l'ovale grande centrale raffigura la Sapientia come donna assisa in abiti sontuosi su un carro trionfale, con tanto di corona e scettro. Un motto recita:
Appena sotto al soffitto, la sala è rifinita con affreschi posti alle pareti dei lati nord e sud che raffigurano - contrapponendoli - otto imperatori e sovrani cristiani ad altrettanti imperatori e sovrani pagani, in una sorta di coppie contrapposte. Ciascuna figura è accompagnata da un motto. Queste le coppie:
- Alessandro Magno - Carlo Magno
- Giulio Cesare - Carlo V
- Augusto - Costantino I
- Traiano - Teodosio I
- Vespasiano - Ottone I
- Antonino Pio - Enrico II
- Settimio Severo - Federico Barbarossa
- Aureliano - Massimiliano I